# Sitnica (przystanek kolejowy)
Sitnica (biał. Сітніца, ros. Ситница) – przystanek kolejowy w miejscowości Sitnica, w rejonie łuninieckim, w obwodzie brzeskim, na Białorusi. Leży na linii Homel - Łuniniec - Żabinka.